# Murdoch Stewart, 2. Duke of Albany
Murdoch Stewart, 2. Duke of Albany (auch Murdac; * 1362; † 24. Mai 1425 auf Castle Hill, Stirling), war ein schottischer Adliger und Guardian of Scotland.

## Leben

Wappen des Murdoch Steward

Murdoch war ein Sohn von Robert Stewart, 1. Duke of Albany, und dessen erster Frau Margaret Graham, Countess of Menteith. Er geriet in der Schlacht von Homildon Hill 1402 in englische Gefangenschaft, aus der er im Austausch gegen den Earl of Northumberland 1415 schließlich wieder freikam. In den Jahren 1420 bis 1424 war Murdoch für Jakob I. Regent von Schottland. Mit dem Tode seines Vaters erlangte er die Titel des Earl of Fife, des Earl of Menteith und des Duke of Albany.
Am 25. März 1425 wurden alle seine Titel und Güter eingezogen, zwei Monate später wurde er auf Castle Hill in Stirling enthauptet.
Murdoch war seit 1391 verheiratet mit Isabel, Tochter des Duncan, 8. Earl of Lennox, die ihm vier Söhne geboren hatte. Der älteste, Robert, war schon 1421 gestorben, Walter und Alexander wurden 1425 zusammen mit dem Vater hingerichtet, der jüngste, James „the Gross“ hinterließ zahlreiche illegitime Nachkommen. Zu den Nachkommen des letzteren gehören die Familien Stuart of Ochiltree, Stewart of Ardvohrlich, Stewart of Glenbuckey, Stuart of Inchbreck and Laithers sowie die Lords of Avondale, zu denen auch Henry Lord Methven zählt, der dritte Ehemann von Margaret Tudor.
Begraben ist Murdoch Stewart, 2. Duke of Albany, in der Church of the Black Friars in Stirling.